# Чайка (п'єса Чехова)
«Чайка» (рос. Чайка) — п'єса на чотири дії Антона Чехова, написана в 1895—1896 роках і вперше опублікована в журналі «Русская мысль», № 12 за 1896 рік. Прем'єра відбулася 17 жовтня 1896 року на сцені петербурзького Александринського театру.

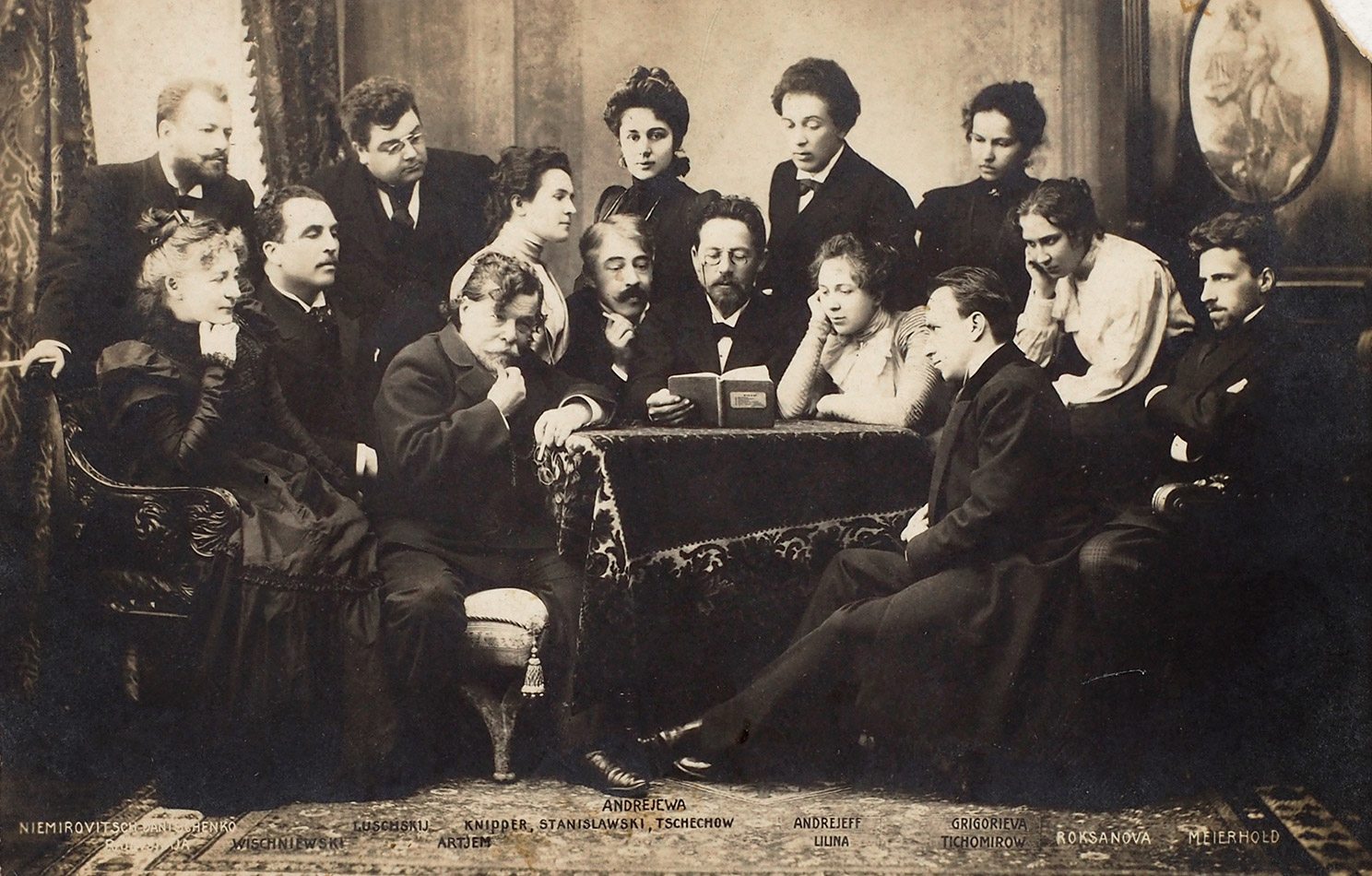
Чехов читає «Чайку» артистам Московського художньо-загальнодоступного театру, 1898 рік

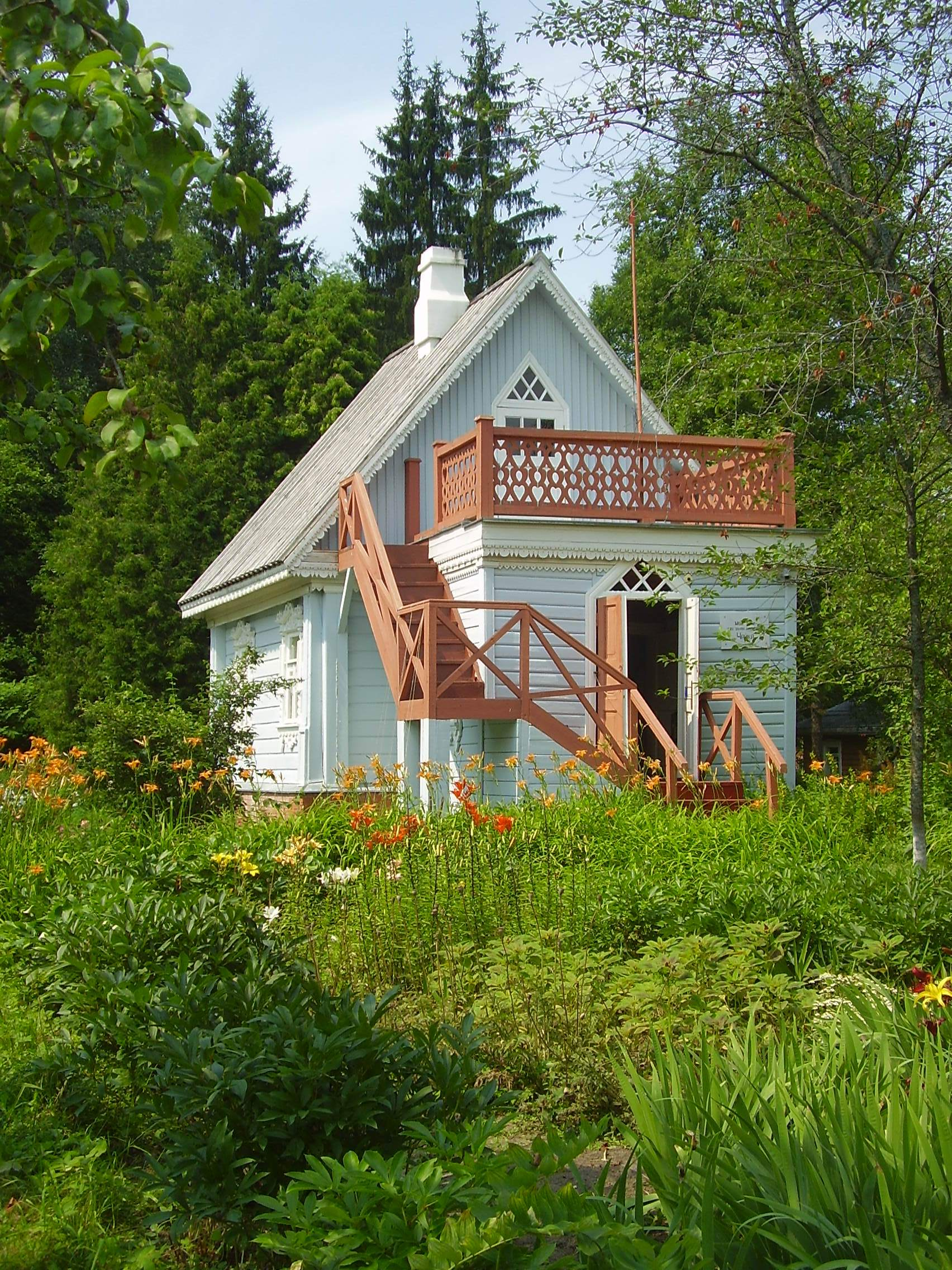
Флігель, в якому А. П. Чехов написав «Чайку»

## Дійові особи
- Ірина Миколаївна Аркадіна, у шлюбі Треплєва, акторка
- Костянтин Гаврилович Треплєв, її син, молодий чоловік
- Петро Миколайович Сорін, її брат
- Ніна Михайлівна Зарічна, молода дівчина, дочка багатого поміщика
- Ілля Опанасович Шамраєв, поручик у відставці, керуючий у Соріна
- Поліна Андріївна, його дружина
- Маша, його дочка
- Борис Олексійович Тригорін, белетрист
- Євген Сергійович Дорн, лікар
- Семен Семенович Медведенко, вчитель
- Яків, працівник
- Кухар
- Покоївка

## Сюжет

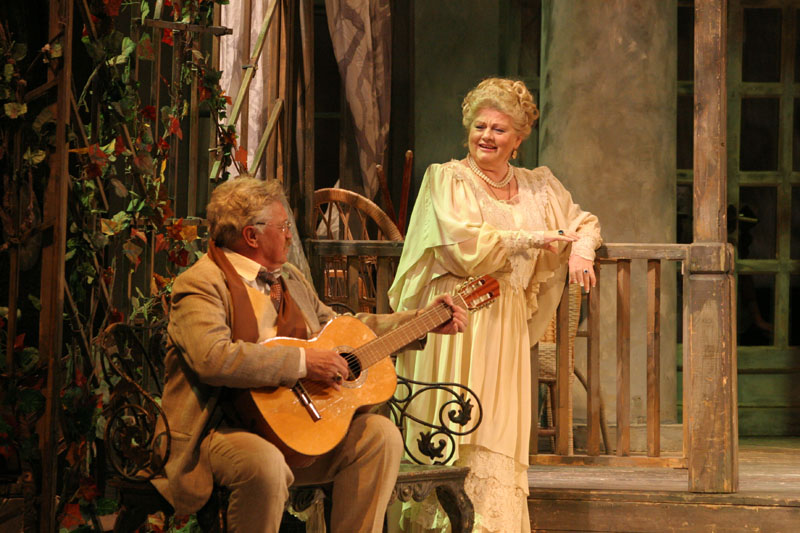
Сцена з вистави Малого театру «Чайка». Доктор Дорн — Ярослав Баришев, Аркадіна — Ірина Муравйова

### Дія перша
Дія відбувається в маєтку Петра Миколайовича Соріна, де дійсний статський радник у відставці проживає з сином своєї сестри — Костянтином Треплєвим. Його сестра, Ірина Миколаївна Аркадіна — відома акторка, гостює у маєтку разом зі своїм коханим — ще більш відомим беллетристом Тригоріним.
Треплев також захоплюється літературною творчістю: мешканцям і гостям маєтку він готується представити свою п'єсу. Грати в ній єдину роль має Ніна Зарічна — дочка багатих поміщиків, сусідів Соріна; вона мріє про сцену, але проти захоплення театром, непристойним для дівчини її кола, рішуче виступають батьки. Закоханий у Ніну Костянтин створює для неї в парку «театр»: нашвидку збиту естраду, з завісою, але без задньої стіни — декорацією служить вид на озеро.
Серед глядачів — керуючий маєтком Соріна, поручик у відставці Шамраєв, його дружина Поліна Андріївна і дочка Маша, а також доктор Дорн. Ще один гість — сусід Соріна учитель Медведенко, безнадійно закоханий у Машу; він заздрить Треплеву і Ніні, які, як здається всім, люблять одне одного, намагається порозумітися з Машею, але дівчина, завжди одягнена в чорне — на знак жалоби по своєму життю, не може відповісти йому взаємністю: вона давно любить Костянтина.
Нарешті приїжджає Зарічна. Вся в білому, вона вимовляє текст в декадентському стилі (що тут же зазначає Аркадіна): «Люди, леви, орли і куріпки, рогаті олені, гуси, павуки…» — дивний текст, у більшості глядачів викликає подив, а у Аркадіної і прямий протест: їй бачиться в цьому поданні спроба повчити, «як треба писати і що потрібно грати». Роздратований зауваженнями, Костянтин припиняє спектакль і йде. Ніна не за ним, вона залишається з глядачами і з задоволенням вислуховує компліменти на свою адресу, особливо з боку Тригоріна.

### Дія друга
Та ж садиба два дні потому. На майданчику для крокету Дорн читає вголос Аркадіній і Маші; Тригорін захоплено ловить рибу в купальні. З нагоди іменин Соріна приїжджає Ніна, — спостерігаючи життя в маєтку, вона дивується з того, як мало знамениті люди в побуті відрізняються від звичайних людей: відома акторка засмучується і плаче через дрібниці, а знаменитий письменник, про якого пишуть у всіх газетах, цілими днями ловить рибу і тішиться, коли зловить двох головнів. Ніна закохується в Тригоріна, вона зовсім охолола до Треплєва й уникає його. Сам Костянтин пов'язує цю зміну з провалом його п'єси: жінки не прощають неуспіху; він приносить Ніні вбиту ним чайку, обіцяє, що скоро таким же чином вб'є себе, — але у Ніни зізнання Треплєва викликають тільки роздратування. Тепер її кумир — Тригорін, що пише нехитру прозу, і їй вже не подобається манера Костянтина висловлювати свої думки і почуття символами: ось і чайка — черговий незрозумілий символ. Костянтин намагається порозумітися, але, побачивши наближення Тригоріна, йде, залишаючи Ніну наодинці з беллетристом.
Тригорін хоче знати, чим живе і як дивиться на світ 18-річна дівчина, — для Ніни, яка мріє про славу, набагато цікавіше, як почувають себе знамениті люди; їй здається, що заради слави вона готова пожертвувати всім. Але Тригорін свою славу не відчуває ніяк, він обтяжується постійним обов'язком писати, та й успіх свій вважає перебільшеним; що б він не писав, у результаті лише поблажливі похвали: «мило, талановито». Побачивши вбиту Треплєвим чайку, Тригорін записує в свою книжечку сюжет для невеликого оповідання — про дівчину, яка жила на березі озера, щаслива і вільна, як чайка. «Але випадково прийшла людина, побачила і знічев'я погубила її, як ось цю чайку».

### Дія третя
Минув тиждень. Костянтин намагався покінчити з собою, але невдало. Аркадіна підозрює, що застрелитися Костянтина спонукали ревнощі, і готується до від'їзду в Москву: чим швидше вона відвезе Тригоріна, тим краще буде для всіх. Сорін, зі свого боку, вважає, що нерозділене кохання — не єдина причина нещасть Костянтина: «Чоловік молодий, розумний, живе в селі в глушині, без грошей, без стану, без майбутнього. Ніяких занять. Соромиться і боїться своєї бездіяльності… Йому здається, що він зайвий в будинку, що він тут нахлібник, приживала». Сорін просить сестру дати Костянтину грошей, щоб він міг одягнутися «по-людськи», з'їздити за кордон. Але для брата у Аркадіної тим більше немає грошей.
Слідом за Тригоріним і Аркадіною в Москву вирішує вирушити і Ніна, щоб вступити на сцену. Вона дарує Тригорину медальйон, на якому викарбувані сторінка і рядки однієї з його книг; відкривши книгу на вказаній сторінці, Тригорін читає: «Якщо тобі коли-небудь знадобиться моє життя, то прийди і візьми його». Він хоче залишитися в садибі, йому здається, що це те саме відчуття, яке він шукав все життя, — з усією відвертістю Тригорін розповідає про своє захоплення Аркадіній і просить відпустити його. Але Аркадіна не вірить у серйозність його захоплення, благаннями і лестощами врешті вона переконує Тригоріна відмовитися від Ніни. Однак перед самим від'їздом він стикається з Ніною і домовляється з нею про таємне побачення в Москві.

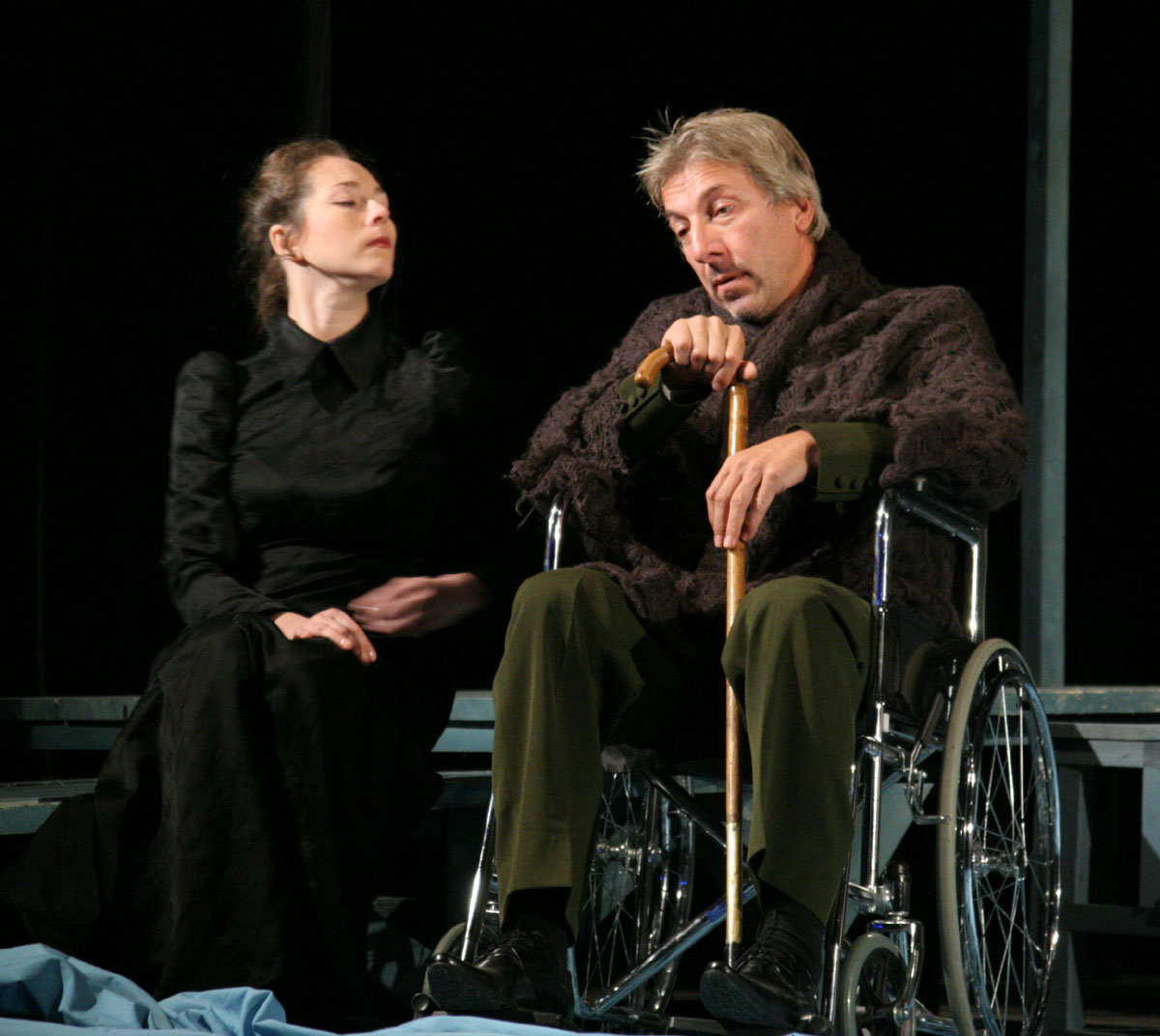
Чайка в Саратовському театрі драми. Тетяна Родіонова — Маша і Юрій Кудінов — Сорін

### Дія четверта
Минуло два роки. Соріну вже 62, він дуже хворий, але як і раніше сповнений жаги до життя. Медведенко і Маша давно одружилися, у них є дитина, але ні щастя, ні навіть простого благополуччя в їхньому шлюбі немає: Маша як і раніше любить Костянтина і більшу частину часу проводить у маєтку Соріна, забуваючи і про чоловіка, і про дитину.
Костянтин зайнятий літературною творчістю, п'єс він більше не пише, але публікують його прозу в столичних журналах. Він розповідає Дорну про те, що сталося з Ніною після від'їзду до Москви: від зв'язку із Тригоріним вона народила дитину, але та невдовзі померла; Тригорін її розлюбив і повернувся до Аркадіної. На сцені у Ніни все складалося ще гірше: вона грала багато, але дуже грубо, без смаку, з завиваннями. Вона писала Треплеву листи, але ніколи не скаржилася. У листах підписувалася Чайкою. Батьки її знати не хочуть і навіть близько не пускають до будинку.
У черговий раз погостювати в маєтку приїжджають Аркадіна і Тригорін; в журналі, який він привозить Костянтину, опубліковані і його власна повість, повість Треплєва, сторінки, однак, залишились нерозрізані: Тригорін до неї ніякого інтересу не проявив.
Костянтин і сам незадоволений тим, що пише. Колись він мріяв про «нові форми», тепер з прикрістю виявляє у своїх творах масу штампів і банальностей. «Що б я не писав, — скаже він пізніше Ніні, — все це сухо, черство, похмуро».
У сусідній кімнаті мешканці маєтку грають в лото, а до Костянтина несподівано приходить Ніна — розчарована, втомлена, але ще не втратила віру в своє покликання. Костянтин, як і раніше, любить Ніну: «Я кличу вас, цілую землю, по якій ви ходили; куди б я не дивився, усюди мені видається ваше обличчя…» Ніна його не чує: з сусідньої кімнати до неї доноситься голос Тригоріна, якого вона любить ще сильніше, ніж раніше. Вона все ще пам'ятає напам'ять провальну п'єсу Костянтина, — цей наївний текст назавжди виявився пов'язаний з найщасливішим часом її життя. Завтра вона поїде в Єлець — грати в театрі, їхати доведеться в третьому класі, «з мужиками», в Єльці освідчені купці будуть приставати з люб'язностями: «Нагле життя!». Марно Костянтин просить Ніну взяти його з собою, — вона йде одна, на прощання запрошує Треплєва приїхати поглянути на неї, коли вона стане великою акторкою.
Залишившись один, Треплев рве свої рукописи. У сусідній кімнаті, де грають в лото, чути звук, схожий на постріл. Дорн, сказавши, що це, швидше за все, луснула склянка з ефіром в його аптечці, виходить із кімнати, а повернувшись, просить Тригоріна відвести куди-небудь Ірину Миколаївну: «Справа в тому, що Костянтин Гаврилович застрелився…».

## Відсилки
- «Сюжет для невеликого оповідання» (1969 рік) - художній фільм режисера Сергія Юткевича про створення п'єси.
- У фільмі Костянтина Худякова «Успіх» (з Леонідом Філатовим в головній ролі) дія розгортається навколо театральної постановки «Чайки». Борис Акунін створив детективне продовження чеховської «Чайки», в якому дав кілька варіантів закінчення п'єси.
- На честь цієї п'єси емблемою МХАТ став стилізований силует чайки.

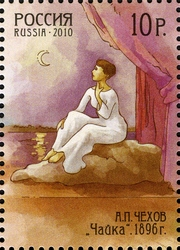
Поштова марка Росії 2010 року

## Постановки в Україні
2 лютого 2013 року прем'єра в Національному академічному драматичному театрі ім. І. Франка (режисер, сценограф, художник по костюмах і автор музичного оформлення вистави - Валентин Козьменко-Делінде) [Архівовано 5 червня 2021 у Wayback Machine.].
27 березня 2021 року прем'єра в Херсонському обласному академічному музично-драматичному театрі ім. Миколи Куліша (режисер-постановник, художник-постановник, сценічна редакція п'єси - Андрій Май) [Архівовано 5 червня 2021 у Wayback Machine.].

## Відомі постановки
- 1896 — Александринский театр. Постановка Е. П. Карпова. Роли исполняли: Сорин — В. Н. Давыдов, Нина Заречная — В. Ф. Комиссаржевская, Тригорин — Н. Ф. Сазонов, Шамраев — К. А. Варламов, Полина Андреевна — А. И. Абаринова. Премьера состоялась 17 октября.
- 1896 — Таганрогский городской театр[1].
- 1896 — Театр Н. Н. Соловцова (Киев).
- 1896 — труппа драматических артистов (Ярославль; также в 1900 году).
- 1898 — Московский Художественно-общедоступный театр, постановка К. С. Станиславского и В. И. Немировича-Данченко. Роли исполняли: Аркадина — О. Л. Книппер-Чехова, Треплев — В. Э. Мейерхольд, Сорин — В. В. Лужский, Нина — М. Л. Роксанова, Шамраев — А. Р. Артём, Полина Андреевна — Е. М. Раевская, Маша — М. П. Лилина, Тригорин — К. С. Станиславский, Дорн — А. Л. Вишневский, Медведенко — И. А. Тихомиров, Яков — А. И. Андреев). Премьера состоялась 17 (29) декабря. Спектакль был возобновлён в 1905 году (Нина — М. П. Лилина, Маша — М. Г. Савицкая).
- 1901 — драматическая труппа во главе с В. Ф. Комиссаржевской и Далматовым (Нина — Комиссаржевская).
- 1902 — Александринский театр
- 1905 — Драматический театр В. Ф. Комиссаржевской (Петербург; Нина — Комиссаржевская, Тригорин — Бравич).
- 1944 — Московский Камерный театр
- 1945 — Театр имени Моссовета
- 1954 — Ленинградский театр им. А. С. Пушкина. Режиссёр Л. С. Вивьен
- 1954 — Театр имени Е. Б. Вахтангова
- 1954 — Театр им. К. С. Станиславского, режиссёр — Михаил Яншин, Нина Заречная — Лилия Гриценко.
- 1954 — Таганрогский драматический театр имени А. П. Чехова
- 1960 — МХАТ. Режиссёры В. Станицын, И. Раевский; художник Шифрин
- 1966 — Театр им. Ленинского комсомола (Москва). Постановка А. Эфроса; художники В. Лалевич, Н. Сосунов
- 1968 — МХАТ. Режиссёр Б. Н. Ливанов; художник Э. Г. Стенберг. В ролях: Аркадина — А. Степанова, Тригорин — Л. Губанов, Треплев — О. Стриженов, Нина Заречная — С. Коркошко, Маша — И. Мирошниченко, Сорин — С. Колчицкий, Дорн — В. Давыдов
- 1970 — «Современник». Режиссёр О. Н. Ефремов.
- 1980 — МХАТ. Постановка О. Н. Ефремова; режиссёр Н. Скорик; художник-постановщик В. Левенталь; музыкальное оформление Василия Немировича-Данченко. В ролях: Аркадина — Т. Лаврова, Треплев — А. Мягков, Нина Заречная — А. Вертинская, Маша — Е. Васильева, А. Вознесенская, Тригорин — А. Калягин, Дорн — И. Смоктуновский и Е. А. Евстигнеев, Сорин — А. Попов и В. Давыдов, Полина Андреевна — И. Саввина и Н. И. Гуляева. Премьера состоялась 9 июля
- 1996 — Малый театр. Режиссёр — заслуженный артист России В. Н. Драгунов, Руководитель постановки — народный артист СССР Ю. М. Соломин. Премьера — 26 октября 1996 года. 23 ноября 2011 года состоялся 200-й спектакль.
- 2002 — Театр имени Е. Б. Вахтангова. Режиссёр — Павел Сафонов. В ролях: Аркадина — Людмила Максакова, Тригорин — Сергей Маковецкий, Сорин — Юрий Яковлев.
- 2007 — Красноярский драматический театр им. А. С. Пушкина. Режиссёр-постановщик и музыкальное оформление — Олег Рыбкин; Художник-постановщик — Игорь Капитанов; Художник по костюмам — Фагиля Сельская; Художник по свету — Сергей Грачев. Спектакль — номинант Национального театрального фестиваля «Золотая маска».
- 2010 — Театр киноактёра. Режиссёр-постановщик — Роберт Манукян. Аркадина — Вера Сотникова. Сценография — народный художник РФ Борис Бланк. Премьера 10 ноября 2010 года.
- 2010 — Театр «Международная Чеховская лаборатория». Режиссёр — Виктор Гульченко. Аркадина — Ольга Остроумова.
- 2011 — «Сатирикон». Режиссёр — Юрий Бутусов.
- 2013 — Драматический театр «Колесо». Режиссёр — Карен Нерсисян. Художник-постановщик — Андрей Климов. Премьера 19 сентября 2013 года.
- 2014 — Театр студия п.р. Олега Табакова. Режиссёр — Константин Богомолов. В ролях: Ирина Николаевна Аркадина — Марина Зудина, Маша — Дарія Мороз, Борис Алексеевич Тригорин — Игорь Миркурбанов, Евгений Сергеевич Дорн — Олег Табаков и др. Премьера 8 марта 2014 года.

### Постановки за кордоном
- 1907 — «Нойє фрай бюне» (Берлін).
- 1909 — «Хеббель-театр» (Берлін).
- 1912 — «Дагмартеатр» (Копенгаген); Мюнхенський театр.
- 1921—1922 — Трупа Ж. Пітоєва (Швейцарія; Theatre des Champs-Elysees, Франція).
- 1924 — Малий театр Цукид-зи (Токіо; під назв. «Пісня білого птаха»).
- 1925 — Літтл Тіетр. Пост. і сценогр. Ф. Ф. Коміссаржевського.
- 1939 — Theatre des Mathurins. Реж. Ж. Питоев.
- 1954 — Театр «Фінікс» (Нью-Йорк); реж. Houghton. Театр «Эберто» (Париж); реж. Магіта.
- 1955 — Театр «Ательє» (Франція). Реж. Андре Барсак.
- 1960 — «Олд Вік» (Лондон).
- 1961 — Королівський драматичний театр (Стокгольм). Реж. Інгмар Бергман.
- 1967 — Comedie de Caen. Реж. Габріель Монне.
- 1969 — Театр дю Міді (Франція). Реж. Антуан Витез.
- 1975 — Theatre de la Ville. Реж. Lucian Pintilie.
- 1980 — Комеді Франсез. Реж. Отомар Крейча.
- 2016 — Веселість Theatre, Дублін, Ірландія. Реж. Michael West і Annie Ryan
- 2017 — Martı, Стамбул, Туреччина

## Переклади іноземними мовами
За життя Чехова переклади «Чайки» були виконані сербськохорватською  (M. Mareković в 1897 та I. Prijatelj в 1901), чеськоюю (B. Prusík в 1899) болгарською мовами (С. Бранкомиров в 1903 та німецьку мови (1902). Аанглійською мовою п'єса вперше була перекладена в 1909 році Джоржем Кальдероном (англ. George Calderon) для постановки в Королівському театрі Глазго (прем'єра відбулася 2 листопада 1909 року).

## Екранізації
| Рік  | Країна              | Назва              | Режисер(-ка)         | У ролях | Примітка                          |
| ---- | ------------------- | ------------------ | -------------------- | --- | --------------------------------- |
| 1964 | СРСР                | Чайка              | Олександр Белінський | Ніна Ольхіна (Аркадіна), Ігор Озеров (Треплєв), Юрій Толубєєв (Сорін), Ія Саввіна (Ніна Зарічна), В. Усков (Шамраєв), Л. Шеленцова (Поліна Андріївна), Ніна Ургант (Маша), В. Медведєв (Тригорін), Володимир Честноков (Дорн)                           | Телевистава Ленінградського ТБ    |
| 1968 | США Велика Британія | Чайка The Sea Gull | Сідні Люмет          | Джеймс Мейсон (Тригорін), Ванесса Редґрейв (Зарічна), Симона Синьйоре (Аркадіна), Девід Ворнер (Треплєв), Гаррі Ендрюс (Сорін), Денхольм Елліотт (Дорн)                                                                                                 | Фільм на основі постановки Люмета |
| 1970 | СРСР                | Чайка              | Юлій Карасик         | Алла Демидова (Аркадіна), Володимир Четвериков (Треплєв), Микола Плотников (Сорін), Людмила Савельєва (Зарічна), Юрій Яковлєв (Тригорін), Армен Джигарханян (Шамраєв), Юхим Копелян (Дорн)                                                              | Мосфільм                          |
| 1977 | Італія              | Чайка Il gabbiano  | Марко Беллокйо       | Лаура Бетті (Аркадіна), Памела Віллорезі (Зарічна), Ремо Джироне (Треплєв), Giulio Brogi (Тригорін) |                                   |
| 2005 | Росія               | Чайка              | Маргарита Терехова   | Маргарита Терехова (Аркадіна), Олександр Терехов (Треплєв), Юрій Соломін (Сорін), Ганна Терехова (Зарічна), Андрій Подош'ян (Шамраєв), Андрій Соколов (Тригорін)                                                                                        |                                   |
| 2017 | Білорусь            | Чайка. Машенька    | Антон Бойко          | Єлизавета Нехайчик, Сергій Широчин, Єгор Садовський | Короткометражний                  |
| 2018 | США                 | Чайка              | Майкл Майер          | Аннетт Бенінг (Аркадіна), Корі Столл (Тригорін), Ґленн Флешлер (Шамраєв), Біллі Хоул (Треплєв), Браян Деннегі (Сорін), Елізабет Мосс (Маша), Мер Віннінгхем (Поліна Андріївна), Джон Тенні (Дорн), Майкл Зеген (Медведенко), Сірша Ронан (Ніна Зарічна) |                                   |